# Zajeziorze (Kępie Zaleszańskie)
Zajeziorze – część wsi Kępie Zaleszańskie w Polsce, w województwie podkarpackim, w powiecie stalowowolskim, w gminie Zaleszany.
W latach 1975–1998 Zajeziorze należało administracyjnie do województwa tarnobrzeskiego.